# Die Mauer – Berlin ’61
Die Mauer – Berlin ’61 ist ein deutscher Fernsehfilm von Drehbuchautor und Regisseur Hartmut Schoen aus dem Jahr 2006. Der Film wurde bis 2009 in über 70 Länder verkauft.

## Handlung
Das Ost-Berliner Ehepaar Hans und Katharina Kuhlke besucht die Geburtstagsfeier eines befreundeten Möbelhändlers, Erwin Sawatzke und dessen Frau Renate, im Westteil der Stadt. Ihr vierzehnjähriger Sohn Paul bleibt an diesem Abend allein mit einem Freund in der Ost-Berliner Wohnung.
Auf der Feier erfährt das Ehepaar, dass Soldaten die Straßen und öffentlichen Verkehrsmittel in den Osten abriegeln. Die Stadt wird geteilt. Die Kuhlkes können nicht regulär zurück. Hans hatte regelmäßig kleine Mengen Kupfer geschmuggelt. Tags zuvor entkam er im Pendlerzug einer Kontrolle, musste aber seine Tasche mit dem Schmuggelgut und einem Hemd mit seinem Namen im Kragen zurücklassen.
Ein Versuch, die Grenze noch am selben Abend schwimmend zu überqueren, scheitert. Ihre Fotos erscheinen in der Presse.
Ersten Unterschlupf finden sie bei den Sawatzkes. Hans und Katharina, völlig mittellos, nur mit den Kleidern am Leib, die sie am Abend der Feier trugen, sind auf Erwins Wohlwollen angewiesen. Erwin nutzt die Notlage der beiden aus. Als Schuldeneintreiber für Erwin macht Hans eine jämmerliche Figur. Katharina gibt Erwins erotischen Wünschen gegen Geld für einen Anwalt nach. Der Anwalt soll Paul in den Westen holen.
Katharina und Hans versuchen alles, um ihren Sohn auf gesetzlichem Weg in den Westen zu ihnen zu bekommen. Als Hans von Erwins Ansinnen, Geld gegen körperliche „Dienstleistung“, erfährt, verlässt das Ehepaar die Sawatzkes und nimmt Quartier im Notaufnahmelager Marienfelde.
Weil sie ihren Sohn Paul zurückgelassen haben, werden die Kuhlkes vom DDR-Staat als Rabeneltern gebrandmarkt. Paul wird in ein Kinderheim gesteckt und zu einem beispielhaften DDR-FDJ'ler und Pionier aufgebaut. Nach einiger Zeit kann er fliehen. Er wird von seiner Klavierlehrerin Lavinia Kellermann gefunden und aufgenommen.
Während Hans Kuhlke immer mehr resigniert – der einfache Bauarbeiter ist vom Kampf mit Gesetzen und Behörden haushoch überfordert und leidet extrem unter der Trennung von seinem Kind – nimmt Gattin Katharina das Heft in die Hand und besucht Tag für Tag jenen Grenzübergang, den die Familie regelmäßig benutzt hat. Nach einem zufälligen Blickkontakt mit seiner Mutter will der Junge unbedingt einen Weg zu seinen Eltern finden.
Mit Hilfe seiner Klavierlehrerin versteckt sich Paul in einem Haus, dessen rückwärtige Fassaden direkt in den Westen führen. Die Fenster der unteren Stockwerke sind bereits zugemauert, nur im zweiten Stock wäre eine Fluchtmöglichkeit. Paul sitzt bereits auf der Fensterbank, als Katharina, die mit Hans unten auf der Westseite steht, ihm bedeutet „Nicht springen!“ Hans, der angesichts der Situation eine Möglichkeit sieht, sein Kind zurückzubekommen, gewinnt augenblicklich wieder an Tatkraft und alarmiert die Feuerwehr. Im letzten Moment jedoch dringen Volkspolizisten in das Zimmer ein und stoppen den Fluchtversuch. Die Familie wird für 28 Jahre auseinandergerissen. Als sie sich nach dem Mauerfall wiederbegegnen, sind sie sich fremd.

## Kritiken
„Hartmut Schoen ist ein großer, dem denkwürdigen Anlass angemessener Film gelungen, der zudem bis in kleine Nebenrollen ausgezeichnet besetzt ist.“

„Auf der Basis eines glänzenden Intros entspinnt sich die bewegende, glänzend gespielte Tragödie einfacher Menschen, die ins Räderwerk der Weltpolitik geraten.“

„Die Mauer - Berlin ’61 zeichnet anrührend und spröde das Schicksal einer Familie während der deutschen Teilung nach. […] ungewöhnlich komplexe[s] Werk aus der Eventmovie-Schmiede teamWorx […]“

## Auszeichnungen
- Emmy-Award 2007, Finalist[4]
- Prix Europa 2007
- Int. TV Award (Silver Olive), Montenegro 2006
- International Television Broadcasting Award 2008: World Medal
- Deutscher Kamerapreis Köln für Tomas Erhart
- Jupiter-Filmpreis 2008 bester TV-Darsteller für Heino Ferch für die Rolle Hans Kuhlke

## Verschiedenes
Die Mauer – Berlin ’61 war im deutschen Fernsehen erstmals am 29. September 2006 ab 20.40 Uhr auf ARTE zu sehen, die ARD zeigte den Film erstmals am 4. Oktober 2006 um 20.15 Uhr im ersten Fernsehprogramm.